# Martinet de Böhm
Neafrapus boehmi
Espèce
Statut de conservation UICN

 LC  : Préoccupation mineure
Le Martinet de Böhm (Neafrapus boehmi) est une espèce d'oiseau de la famille des Apodidae.
L'espèce a été appelée ainsi, du nom de Richard Böhm (1854-1884), zoologiste et explorateur allemand.

## Sous-espèces
D'après Alan P. Peterson, cette espèce est constituée des deux sous-espèces suivantes :
- Neafrapus boehmi boehmi (Schalow, 1882) — de l'Angola à l'ouest de la Tanzanie et le nord de la Zambie ;
- Neafrapus boehmi sheppardi (Roberts, 1922) — du sud-est du Kenya à l'Afrique du Sud.